# Paloma Mizuho Stadium
Das Paloma Mizuho Stadium, auch bekannt als Mizuho Athletic Stadium (engl. für japanisch Nagoya-shi Mizuho-kōen rikujō-kyōgi-jō, „Mizuho-Park-Leichtathletikstadion der Stadt Nagoya“, jap. 名古屋市瑞穂公園陸上競技場), ist ein im Umbau befindliches Fußballstadion mit Leichtathletikanlage im Bezirk Mizuho-ku der japanischen Stadt Nagoya, Präfektur Aichi. Es ist neben dem Toyota-Stadion eines der Heimstadien von Nagoya Grampus. Die Kapazität des Stadions lag vor dem Umbau bei 27.000 Plätzen. Es ist nicht mit dem benachbarten Mizuho-Rugbystadion zu verwechseln, das eine Kapazität von 15.000 Plätzen hat und meistens für Rugby (inklusive der Top League) genutzt wird.

## Geschichte
1941 erbaut, wurde das Stadion in den Jahren 1950 und 1994 renoviert sowie 1982 erweitert. Nagoya Grampus machte es 1994 zu seinem Heimstadion. Am 25. Dezember 2018 gab der Stadtrat von Nagoya bekannt, dass eine weitere Renovierung vorgenommen werden soll. Das Stadion ist als Austragungsort der Leichtathletik-Wettkämpfe der Asienspiele 2026 vorgesehen. Dabei soll die Finanzierung durch den privaten Sektor über ein breit angelegtes Crowdfunding erfolgen. Für die Dauer der Asienspiele wird eine temporäre Bestuhlung für 35.000 Personen installiert, anschließend wird die Kapazität dauerhaft auf 30.000 erhöht. Seit dem Beginn der Renovierungsarbeiten im Jahr 2021 ist das Stadion geschlossen und wurde für den Neubau abgerissen.
Das neue Nagoya City Mizuho Park Athletic Stadium soll nach Angabe des Olympic Council of Asia (OCA) bis März 2026, ein halbes Jahr vor Beginn der Asienspiele (19. September bis 4. Oktober), fertiggestellt werden.